# Абаза, Александр Агеевич
Алекса́ндр Аге́евич Абаза́ (24 июля (5 августа) 1821 — 24 января (5 февраля) 1895) — государственный деятель Российской империи; государственный контролёр (1871—1874), министр финансов (1880—1881); действительный тайный советник. Представитель группы «либеральных бюрократов».

## Биография
Происходил из молдавского дворянского рода. Родился 24 июля (5 августа) 1821 года в Боровинском винокуренном заводе в Вышневолоцком уезде Тверской губернии в семье крупного помещика и сахарозаводчика Аггея Васильевича Абазы (16.12.1782—21.03.1852) и его жены Прасковьи (1801—1837), дочери статского советника Логгина Михайловича Манзея (1741—1803), шотландца по происхождению. Был крещён 31 июля 1821 года в церкви Владимирской Божьей Матери села Берёзки Вышневолоцкого уезда, крестник помещика села Млево Вышневолоцкого уезда Ивана Алексеевича Мельницкого (1783-1831). В семье было ещё 8 детей: его старшие сестра и брат — Прасковья и Эраст.
Хотя источники утверждают, что в 1839 году он окончил юридический факультет Императорского Санкт-Петербургского университета, в списках выпускников он отсутствует. Однако достоверно известно, что с 13 декабря 1839 года он находился в военной службе: в конно-пионерском эскадроне и Лейб-Гвардии гусарском полку; участвовал в боевых действиях на Кавказе (18 июня 1844 года награждён орденом Святого Владимира 4-й степени с мечами), но 17 июля 1847 года в чине майора вышел в отставку.
С 1847 года жил в своём имении, занимаясь сельским хозяйством и изучая финансовое право. В 1857 году поступил на гражданскую службу в чине коллежского асессора. Присоединился к просвещённому кружку, который группировался вокруг великой княгини Елены Павловны, и стал одним из проповедников «великих реформ».
В 1865—1868 годах член Совета министра финансов и первого совета Главного общества российских железных дорог; принимал деятельное участие в сооружении Харьковско-Кременчугской железной дороги. Награждён орденами Святого Станислава 1-й степени (1865) и Святой Анны 1-й степени (1868), а также орденом Адольфа Нассауского командорского креста 1-й степени со звездой.
С 1871 года состоял членом Государственного совета Российской империи. В 1871—1874 годах был государственным контролёром, а в 1874—1880 годах — председателем департамента экономии Государственного совета; 25 мая 1879 года назначен членом Верховного уголовного суда, учреждённого над революционером А. К. Соловьёвым, покушавшемся на императора Александра II.
В 1872 году получил орден Святого Владимира 2-й степени; в 1876 году — орден Белого орла; в 1878 году — орден Святого Александра Невского (в 1883 — бриллиантовые знаки к этому ордену); в 1880 году — орден Святого Владимира 1-й степени.
В октябре 1880 — мае 1881 года министр финансов России: инициировал отмену соляного акциза, настаивал на казённом строительстве железных дорог и их выкупе у частных владельцев; осуществил повышение таможенных пошлин. Вместе с М. Т. Лорис-Меликовым и Н. Х. Бунге разработал программу социально-экономических преобразований в области податного дела, денежного обращения, железнодорожного строительства, финансового управления. Активно поддерживал проект конституции Лорис-Меликова.
Подал в отставку после данного новым императором Александром III манифеста «О незыблемости самодержавия»; уволен 6 мая 1881 года.
В 1884—1892 годах вновь — председатель департамента экономии государственного совета. В 1890—1892 годах — председатель Комитета финансов. В 1876 году был избран почётным членом Петербургской Академии наук. В 1881 году стал почётным членом Московского общества испытателей природы. В 1889 году удостоен ордена Святого апостола Андрея Первозванного.
Был пожалован придворными званиями «в должности церемониймейстера» (1857), камергера (1859) и «в должности гофмейстера» (1861); чинами действительного статского советника (1863), гофмейстера и тайного советника (1867), действительного тайного советника (1874).
Абаза считался завзятым игроком и в Английском клубе ставил на кон крупные суммы. В частности, выиграл в карты у графа А. Д. Гурьева древнегреческую пелику с ласточкой. В 1892 году С. Ю. Витте выяснил, что, используя конфиденциальную информацию, Абаза провёл биржевую операцию на понижение курса рубля, заработав около 1 млн рублей; после огласки дела был вынужден подать в отставку. Уволен от всех занимаемых должностей 10 марта 1893 года в бессрочный отпуск с оставлением членом Госсовета.
Занимал особняк на набережной Фонтанки, 23. Умер в Ницце 24 января (5 февраля) 1895 года. Похоронен на Тихвинском кладбище Александро-Невской лавры в Санкт-Петербурге (надгробие утрачено).

## Семья

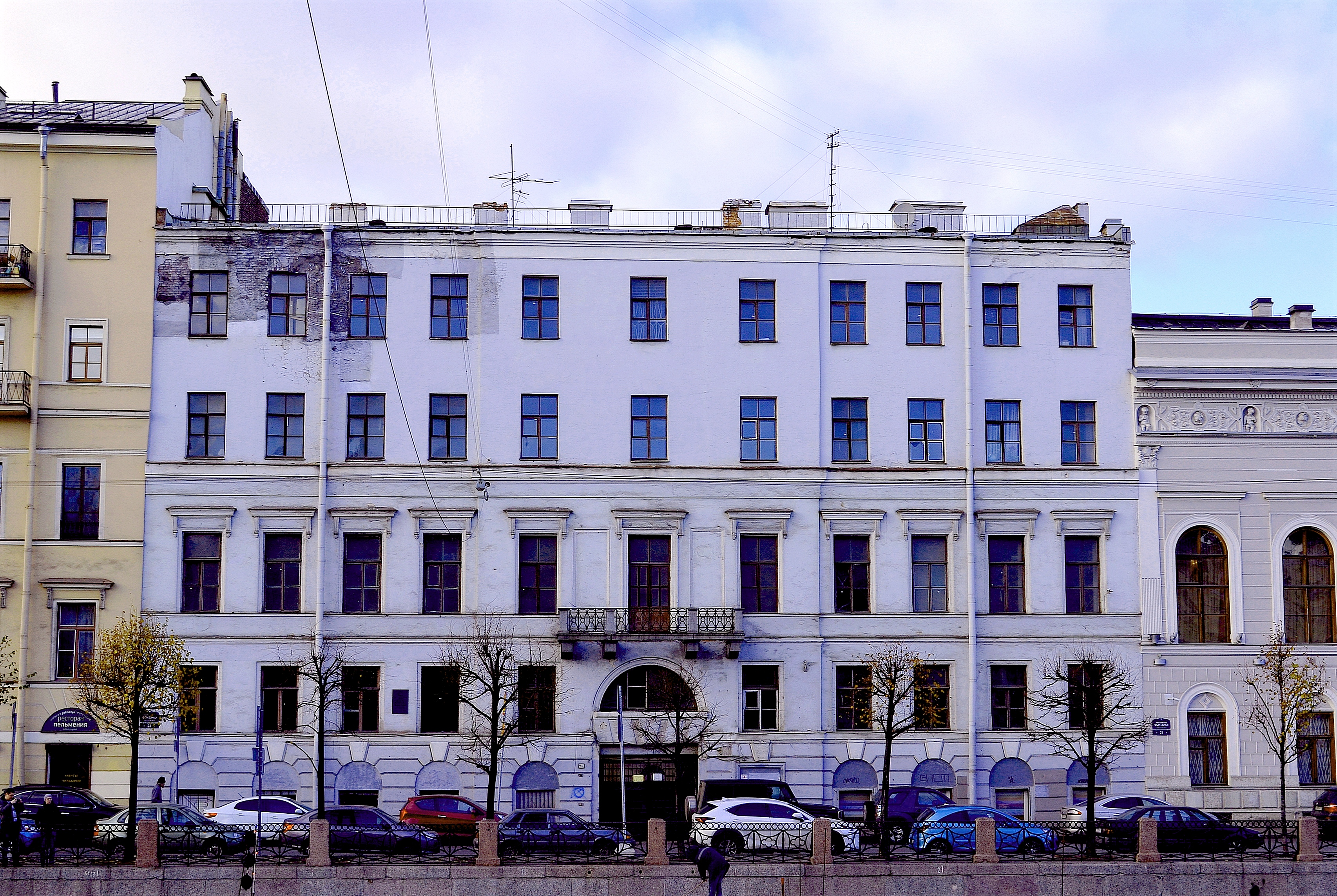
Дом Абазы на Фонтанке, неуклюже надстроенный в советское время двумя этажами

Женат был дважды. Первый раз в 1851 году женился на дочери миллионщика Д. Е. Бенардаки Александре (1832—22.04.1856), которая принесла ему завидное приданое и сделала богатым человеком. Умерла от чахотки в Берлине, похоронена в Петербурге. Их дочь Прасковья (04.04.1852, Неаполь — 1928), фрейлина двора, была замужем (с 12.01.1876, Париж) за князем Львом Павловичем Урусовым.
Вторая жена (с 01.02.1862) — Юлия Фёдоровна Штаубе (1830—1915), о ней князь С. М. Волконский вспоминал: «Была фигура, которая не повторяется… Гостиная Юлии Фёдоровны Абаза долгие годы была музыкальным центром в Петербурге… Она была очень прямолинейна в своих отзывах, строга в музыкальной и художественной оценке. Артисты дорожили её мнением». Ей посвятил своё стихотворение Ф. И. Тютчев. В 1870-е и 1880-е годы Абаза практически открыто жил в доме своей любовницы Елены Нелидовой (1837-1904). Л. Лурье пишет, что Нелидову он поселил в доме на Фонтанке, а жене его пришлось переехать в дом на Сергиевской.
Братья: Эраст Агеевич Абаза (1819—1855), майор, музыкант-любитель, автор романса на стихи И. С. Тургенева «Утро туманное», был смертельно ранен в Крымскую войну; Михаил Агеевич Абаза (1825-1859). Племянник, адмирал Алексей Михайлович Абаза (1853-1917), был убит на дуэли.